# March
March je bivša momčad i konstruktor Formule 1. Osnovali su je 1969. Max Mosley, Alan Rees, Graham Coaker i Robin Herd. Osim u Formuli 1, momčad se natjecala i u Formuli 2, Formuli 3 i IndyCaru.